# دوري جمهورية إفريقيا الوسطى الممتاز 2016–17
دوري جمهورية إفريقيا الوسطى الممتاز 2016–17 هو موسم من دوري جمهورية إفريقيا الوسطى الممتاز. فاز فيه أولمبيك ريال بانغي.